# Virbia lehmanni
Virbia lehmanni är en fjärilsart som beskrevs av Rothschild 1910. Virbia lehmanni ingår i släktet Virbia och familjen björnspinnare. Inga underarter finns listade i Catalogue of Life.